# Friedrich von Brühl
Friedrich Wilhelm Graf von Brühl (* 16. Juni 1791 in Berlin; † 17. Juni 1859 in Potsdam) war ein preußischer Generalleutnant.

## Leben

### Herkunft
Er stammte aus dem obersächsischen Uradelsgeschlecht von Brühl. Sein Großvater war Heinrich Graf von Brühl. Sein Vater Carl Adolph von Brühl (1742–1802) war preußischer General der Artillerie und ein jüngerer Bruder von Alois Friedrich von Brühl sowie älterer Bruder von Hanns Moritz von Brühl, dem Chaussee-Intendanten von Berlin.

### Werdegang
Brühl wurde 1803 Junker im Regiment Gens d’armes und avancierte zwei Jahre später zum Kornett. Als solcher nahm er während des Vierten Koalitionskriegs an den Gefechten bei Nordhausen und Tangermünde teil und geriet schließlich bei Prenzlau in französische Gefangenschaft. Nach seiner Freilassung war er 1807 Sekondeleutnant im Freikorps „Marwitz“ und nahm im selben Jahr seinen Abschied als Premierleutnant.
Brühl trat 1808 als Sekondeleutnant beim Ulanenregiment „Graf Merveldt“ in österreichische Dienste. 1809 wurde er Oberleutnant und nahm am Fünften Koalitionskrieg an den Gefechten bei Scherding, Rambach, Ebergerg und Wels sowie der Schlacht bei Znaim teil. 1813 wurde er zum Rittmeister befördert und nahm 1814/15 am Feldzug in Italien teil. Er wurde 1819 Eskadronchef im Regiment „Erzherzog Karl“. Brühl wechselte 1828 nochmal zum Kürassierregiment „Prinz Friedrich von Sachsen“, nahm aber 1828 seinen Abschied.
Durch Fürsprache seines Schwiegervaters trat Brühl wieder in die Preußische Armee ein und wurde als Rittmeister 1828 dem 1. Kürassier-Regiment aggregiert. Er avancierte 1830 zum Major und wurde Direktor der Divisionsschule der 11. Division. Schon 1839 nahm er als Oberstleutnant erneut seinen Abschied, wurde aber dennoch 1841 zum Oberst befördert und gleichzeitig Flügeladjutant von König Friedrich Wilhelm IV. 1846 wurde Brühl Kommandeur der Leibgendarmerie. Er stieg 1848 zum Generalmajor und zum General à la suite des Königs auf. 1850 hat er seinen letzten Abschied als Generalleutnant mit Pension erhalten.

### Familie
1828 heiratete er in Berlin Hedwig Gräfin Neidhardt von Gneisenau (1805–1890), Tochter des preußischen Generals August Neidhardt von Gneisenau. Aus dieser Ehe gingen nachstehende Töchter, jedoch keine Söhne hervor, sodass diese Linie im Mannesstamm 1859 erlosch:
- Caroline Sophie Marie Therese Hedwig (1835–1903)
- Marie Caroline Wilhelmine (1836–1906)
- Therese Friederike Wilhelmine Josephine Ottilie Marie (1837–1915)
- Helene Pauline Josephine Sophie Franziska (1839–1870) ⚭ Ludwig von Lücken
- Sophie Caroline Marie Emilie Hilaria (1843–1924), seit 1860 Katholisch ⚭ 1865 Georg Graf Finck von Finckenstein (1833–1882), Herr auf Herzogswalde (Kreis Rosenberg)